# Rhauderfehn
Rhauderfehn è un comune di 17.309 abitanti della Bassa Sassonia, in Germania.
Appartiene al circondario (Landkreis) di Leer (targa LER).
La chiesa dei Santi Vincenzo e Lorenzo, in località Backemoor, conserva un pregevole organo monumentale.